# Castle Clinton nationalmonument

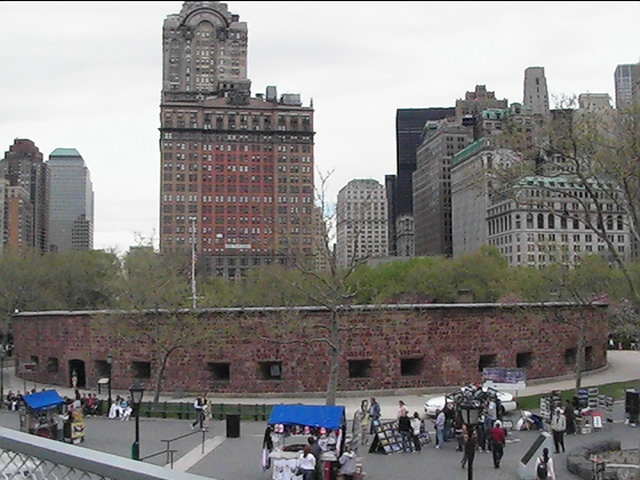
Castle Clinton nationalmonument.

Castle Clinton nationalmonument ligger i Battery Park på södra spetsen av Manhattan i New York i USA. Befästningsverket byggdes 1812 som Castle Garden, ett cirkelformat sandstensfort som var ursprungligen avsett att hålla britterna borta, men blev med tiden en plats för välkomnade av nya immigranter.
Detta blev den första immigranthamnen i New York, som under sin storhetstid åren 1820–1892 tog över elva miljoner immigranter från Europa till Amerika, för att sedan bli ersatt av Ellis Island, som fortsatte ända till 1954. 
Idag[när?] är dessa några av grundkällorna för amerikaner att hitta sitt ursprung.
Castle Clinton har under åren efter immigrantverksamheten använts till många olika saker, bland annat en ölträdgård, en utställningshall, en teater, ett mycket populärt offentligt akvarium, och slutligen ett nationalmonument.
Platsen har strategiskt varit viktig och nederländska kolonisatörer byggde ett fort här, Fort Amsterdam, redan 1626.
Castle Clinton fick sitt nuvarande namn 1815. Namnet syftar till DeWitt Clinton som bland annat var borgmästare i New York.